# Dona De Carli
Dona De Carli (geboren am 21. Dezember 1950 in Locarno im Tessin); (auch bekannt unter dem Namen Dona De-Carli) ist eine Schweizer Künstlerin, die mit Fotografie, Film, Video und Performance Kunst arbeitet. Sie lebt und arbeitet im Tessin.

## Werdegang
Von 1970 bis 1974 arbeitete Dona De Carli als fotografische Assistentin bei René Groebli in Zürich. Später besuchte sie Fotografiekurse in München und Arles und studierte von 1978 bis 1979 Bühnenbild an der Accademia delle Belle Arti di Brera in Mailand. Im Anschluss liess sie sich beim RSI Radiotelevisione svizzera zur Kamerafrau ausbilden. Sie war in den 1990er Jahren die erste Kamerafrau für das Fernsehen. 1999–2002 führte sie Regie für 12 Kurzfilme (Porträts verschiedener Persönlichkeiten) im Auftrag des Schweizer Radio und Fernsehen SRF im Rahmen der SendungVoilà. Sie publizierte Reportagen in diversen Zeitungen und Zeitschriften wie in der NZZ und dem Tagesanzeiger. Seit 1976 arbeitet De Carli als freischaffende Fotografin in Locarno und befasst sie sich seit 1981 auch mit Video- und Aktionskunst.

## Arbeitsweise
Wie in ihrem Projekt Cà da l’Om (No 1’113’267 – Centovalli) von 1995 war De Carli schon immer von verlassenen Orten und Häusern angezogen, welche das Gefühl gleichzeitiger Ab- und Anwesenheit ausstrahlen. Sie versucht mit ihren Fotografien den Schatten ihr Licht zurückzugeben und die Erinnerung an vergangenes Leben aufzufangen. Zu ihrer Ausstellung Cà da l’Om im Canvetto Luganese schreibt die Künstlerin am 19. Oktober 2018:
«Ich wanderte durch die Berge, als ich vor einer angelehnten Tür stand... offen... Ich wurde in eine reale Welt katapultiert, voll von Objekten des täglichen Lebens, die im Halbdunkel kaum ihre Form erkennen liessen. In der dichten Dunkelheit offenbarte das Auge langsam die Anwesenheit eines gut organisierten Lebens, das, wer weiß wie lange es her ist, plötzlich unterbrochen worden war. Der Staub, die Spinnweben, hatten den Lauf der Zeit markiert und diese einfachen Gegenstände vor dem unbarmherzigen Abrollen der Jahreszeiten bewahrt, und wo jetzt nur noch das absolute Gefühl der Abwesenheit zu mir sprach, die Abwesenheit derer, die geatmet und mit ihrem Rhythmus das uralte Tun mit Gesten und Ritualen markiert hatten.»
Sie arbeitet mit verschiedensten analogen Fotoverfahren, mit grossen Lochkameras modernen Medien und mit der Kamera ihres Mobiltelefones.
Bei ihrem Beitrag zur Ausstellung Exil, die 2009 im Museo Regionale Centovalli e Pedemonte in Intragna stattgefunden hat, arbeitete sie mit einem geschichtsträchtige Orte der Emigration dem Palazz Tondü. Der ursprünglich bitterarmen Familie Tondü gelang ein unglaublicher sozialer Aufstieg in der Fremde als Kaminfeger, die um 1650 herum ihr Palazzo im Heimatdorf Lionza erbauen konnten. Fotos, die sie mittels einer Lochkamerakonstruktion erzeugte, zeigten das Interieur des verlassenen Palazzo Tondù. Die dazugehörige Videoinstallation beschäftigt sich mit der Immigration per Schiff. Ein kleines Spielzeugboot schippert im Wasser und die Tonspur ist eine Collage von Gesprächen zwischen der italienischen Küstenwache und Einreisenden in arabischer Sprache.

## Auszeichnungen
1986 erhielt sie das Bundesstipendium für angewandte Kunst, 1989 die Anerkennung der UBS Kunststiftung.

## Wanderausstellungen
Il Ticino e i suoi fotografi / Das Tessin und seine Photographen / Le Tessin et ses photographes
- 1988: Lugano, Museo Cantonale d’Arte
- 1988: Zürich, Schweizerische Stiftung für die Photographie im Kunsthaus Zürich
- 1989: Paris, Centre Culturel Suisse
- 1990: Lausanne, Musée de l'Elysée
- 1990: Ludwigshafen, Ludwigshafener Stadtmuseum
- 1991: Freiburg im Breisgau
- 1991: Kassel / Kiel / Nürnberg / Köln
- 1992: Bielefeld

24 photographes suisses au quotidien / 24 Schweizer Fotografen des Alltags / 24 fotografi svizzeri nel quotidiano
- 1990: Martigny, Le Manoir de la Ville de Martigny
- 1990: Neuenburg, Hôtel de Ville de Neuchâtel
- 1990: Nyon, Galerie Focale
- 1990: Nyon, La Grenette
- 1990: Nyon, Galerie Fischlin
- 1990: Chiasso
- 1990/1991: Zürich, Stadthaus Zürich

## Einzelausstellungen
- 1984: Tra il cielo e la terra, Galleria Dillo, Locarno
- 1989: Ritratti orientali, Galleria Clexidra, Lugano
- 1992: Prima che venga notte, Galleria Clexidra, Lugano
- 1995: Cadalom, Atelier Scala, Locarno
- 1997: Luogo incognito, Museo Etnografico delle Centovalli, Intragna
- 1999: C'è un silenzio tra due respiri..., Museo Etnografico delle Centovalli, Intragna
- 2004: Studio d'arte Christina del Ponte, Spazio Culturale La Rada, Locarno
- 2007: Les archives des yeux, Officinaarte, Magliaso
- 2007: Altro Sguardo - l'immagine al femminile, Casa Cavalier Pellanda, Biasca
- 2017: Dona De Carli, Museo Regionale delle, Centovalli, Intragna[8]
- 2018: Cà da l’Om, Fondatione Diamante, Lugano[9]

## Gruppenausstellungen
- 1980: Tessiner Kultur, Solothurn, Waldegg
- 1984: Dona De Carli et al., Locarno, Galleria Dillo
- 1985: Quatrième triennale Internationale de la Photographie TIP, Freiburg FR, Museum für Kunst und Geschichte Freiburg
- 1986: Jacques Berthet, Dona De Carli, Christof Hirtler et al., Bern, Kornhaus
- 1986: Quotidien '86, Nyon VD, Galerie Focale
- 1987: Monte Verità, Locarno, Elysarion
- 1992: Momente des Seins, Leverkusen, Bayer Hochhaus
- 1993: Le temps d'exister, Lausanne VD, Musée de l'Elysée, Lausanne[10]
- 1996: Dona De Carli, PAM-Paolo Mazzuchelli, Brentonico, Palazzo Eccheli-Baisi
- 1997: Images de la Fondation Suisse pour la Photographie, Vevey VD, Musée Suisse de l'appareil photographique
- 1998: Il senso della nulla. Colomba Amstutz, Dona de Carli, Marcel Dupertuis, Monte Carasso, Antico monastero delle Agostiniane[11]
- 2006: 1/4 Century. Fotografia Ticinese 1980-2005, Locarno, Galleria d'Arte Fondazione Patrizio Patelli
- 2009: Imago_Lo. 9.5 km2 per 9 fotografi, Losone, Bluvanoni, spazio per l'arte contemporanea
- 2009: Exil mit Anna Mueller, Museo Regionale delle, Centovalli, Intragna
- 2014: Dona de Carli, Erika Diserens, Gerda Ritzmann. Ausstellung Centro culturale Elisarion, Minusio[12]
- 2017: Oscillatione, OnArte, Minusio[13]
- 2022: Icone Vegetali, Bellinzona, Museo Villa dei Cedri[14]

## Videoproduktionen
- 2005–2008: Kamera bei Tell Mama und Happy End, Kurzfilmen unter der Regie von Fabienne Buetti.
- 2002: Regie, Kamera und Ton beim Kurzfilm Intimo, Swiss Expo, im Auftrag des Kantons Thurgau.
- 1999–2002 Regie bei 12 Kurzfilmen (Porträts verschiedener Persönlichkeiten) im Auftrag von DRS (Sendung Voilà):
- Carte Blanche à Dona De-Carli: Giosanna Crivelli, Fotografin. Schweiz, Montagnola, TI: Porträt der Fotografin Giosanna Crivelli. 16.02.1999, 8 Min.[15]
- Carte blanche à Dona De Carli. Schweiz, Val Onsernone, TI: Porträt Musikgruppe Vent Negro. 29.06.1999, 8 Min.[16]
- Carte Blanche à Dona De Carli: Risotto. Schweiz, Ponte Brolla, TI: Geschichte des Risotto und des Ristorante Centovalli. 11.05.1999, 9 Min.[17]
- Carte Blanche à Dona De Carli, Schweiz, Cevio, TI: Der Garten des Grafikers Renato Tagli, 07.12.1999, 6 Min.[18]

## Videos für Installationen
- 2009: Nel lavatory da Lionza, 3'55''
- 2008: Pizzo Vogorno, 1'40''
- 2004: Ritmo, 9'33''
- 2000: Le Désir, la Raison, 4'10''
- 1998: Ich habe einen Blues im Kopf, 5'10''